# SVBV
SVBV is een Nederlandse amateurvoetbalclub uit Barchem in Gelderland, opgericht in 1948. In het seizoen 2013/14 speelde de club voor het eerst in haar historie in de Vierde klasse KNVB, maar degradeerde na het seizoen 2014/15 weer naar de Vijfde klasse zondag. Na de promotie in het seizoen 2016/2017 wist de club weer eens de vierde klasse te bereiken. Daarna wachtte degradatie en sinds het seizoen 2018/2019 spelen zij wederom in de vijfde klasse.
SVBV telt 6 seniorenteams, 2 juniorenteams en 2 pupillenteams. De club speelt op het eigen sportterrein aan de Maandagsdijk in Barchem.

## Historie
Vanaf de beginjaren vanaf de oprichting speelt SVBV op een veld aan de Looweg in Barchem, naast Camping Reusterman. Het beschikt daar over een veld en een tweetal eenvoudige kleedkamers. In de jaren zestig komen de eerste (koude) douches. Daarvoor bood de waterpomp nog uitkomst voor een opfrissing na de wedstrijd. In 1975 krijgt SVBV de beschikking over een prachtige nieuwe accommodatie op het huidige terrein aan de Maandagsdijk. Aangezien het financieel allemaal moeilijk te behappen was, wordt met de nodige zelfwerkzaamheden door de leden het complex opgebouwd.
SVBV is altijd een vereniging geweest waar presteren ondergeschikt was aan gezelligheid en ontspanning. Tot midden jaren zeventig beschikte SVBV over twee seniorenteams, later werden dat er vier en vanaf de jaren 80 werden dat er op een gegeven moment zelfs zeven. He eerste elftal pendelde in deze periode meestal heen en weer tussen de Tweede klasse en de Derde klasse van de Geldersche Voetbal Bond (GVB). In de Derde klasse speelde men zelfs tegen lagere teams (reserve-elftallen) in plaats van tegen standaardteams. Tot 1996 speelde SVBV in deze onderafdelingen van het Nederlands amateurvoetbal, vanaf 1996 zijn deze zogenaamde onderafdelingen opgeheven. De eerste aanspekende sportieve successen beginnen in de jaren negentig van de twintigste eeuw.

### 1991 - 2001
In 1991 wordt SVBV kampioen van de Derde klasse GVB en promoveert naar de Tweede klasse GVB. In 1993 speelt SVBV een goed seizoen en wordt periodekampioen. In de nacompetitie wordt vv de Gazelle verslagen. De daaropvolgende promotiewedstrijd is tegen Activia uit Deventer. Deze wedstrijd, gespeeld op het veld van Warnsveldse Boys, wordt verloren met 3-2. De promotie naar de Eerste klasse wordt daardoor misgelopen.
In het seizoen 1994/95 wordt na een matig begin in de Tweede klasse GVB via een mooie eindsprint de derde periode veroverd. In de nacompetitie wint SV Socii van Sportclub Deventer met 4-0. Aangezien SVBV gelijk speelt tegen Deventer (2-2) moet de laatste wedstrijd tegen Socii in Wichmond gewonnen worden. In de 5e minuut van de blessuretijd staat SVBV nog met 1-0 achter. Maar door een wisseltruck van trainer Gejo Keizer en het nodige geluk scoort keeper Gerko Roekevisch na 15 minuten blessuretijd de 1-2 uit een corner. Vervolgens wordt de promotiewedstrijd tegen SV CUPA eenvoudig met 4-1 gewonnen. SVBV promoveert voor het eerst in haar bestaan naar de Eerste klasse GVB.
Aan het eind van het seizoen 1995/96 verdwijnt de GVB. Dat betekende dat de eerste drie clubs uit de Eerste klasse GVB promoveren naar de nieuwe Vijfde klasse KNVB. In de laatste wedstrijd van het seizoen strijd SVBV met DSC, de ex-club van trainer Keizer, om het kampioenschap. In een volgepakt stadion aan de Maandagsdijk wordt in het laatste kwartier een 1-0-voorsprong uit handen gegeven en uiteindelijk met 3-1 verloren. Wel krijgt SVBV een plek in de nieuwe Vijfde klasse KNVB.
In het seizoen 1996/97 begint SVBV slecht in de Vijfde klasse. In de winterstop staat SVBV onderaan met 4 punten en wordt trainer Keizer ontslagen. Toch wordt vervolgens met een eindsprint en een nieuwe leiding een beslissingswedstrijd om degradatie afgedwongen tegen DVV IJsselstreek uit Deventer. Deze beslissingswedstrijd wordt verloren na verlenging met 5-3.
Het verblijf in de Zesde klasse duurt maar één jaar. Trainer Ben Koolenbrander wordt aangetrokken en er ontstaat een wonderlijk feest in het voorjaar van 1998. Want op de zondag dat het eerste elftal vrij is vanwege het 50-jarig bestaan van de club, wordt SVBV zonder zelf te spelen kampioen. De concurrentie, onder andere VV Ruurlo, had punten laten liggen en kon SVBV niet meer achterhalen. Spits Erwin Kok wordt dat jaar oostelijk topscorer.
Seizoen 1998/99 is het beste seizoen uit de geschiedenis van SVBV. De club behaalt een ongekend hoog aantal punten, waarmee het in iedere andere oostelijke klasse kampioen zou zijn geworden. Helaas speelde RKSV VOGIDO in dezelfde klasse, en werd deze club bjjna ongeslagen kampioen. In de nacompetitie moet SVBV het ticket voor de Vierde klasse KNVB aan GFC uit Goor laten.
De seizoenen 1999/00 en 2000/01 in de Vijfde klasse verlopen vervolgens redelijk goed. Voor het eerst in de geschiedenis van SVBV is het ingedeeld bij naburige clubs als SP Lochem, VV Ruurlo, en VV Reünie. Deze clubs, de meeste normaal gesproken stabiele Derde- of Vierdeklassers, waren allen gedegradeerd naar de Vijfde klasse. Het seizoen 1999/00 begint goed: in een bekerwedstrijd wordt SP Lochem met 4-1 verslagen. Aan het einde van het seizoen 2000/01 wordt door een verliespartij tegen kampioen VV Reünie de nacompetitie net gemist, maar de competitiezeges tegen de grote buurman SP Lochem worden tot op heden gekoesterd in Barchem.

### 2001 - 2011
In 2003 wordt afscheid genomen van de Vijfde klasse en degradeert het eerste team wederom naar de Zesde klasse. De jaren erop speelt SVBV met wisselend succes mee in de Zesde klasse met onder meer Herman Pasman en George Peters als trainer. Een enkele keer wordt nog een periodetitel behaald, maar kansrijk voor promotie is SVBV nooit geweest. In 2008 zijn er nog wel wat tekenen van een opleving. Trainer Ben Koolenbrander is weer terug op het oude nest. Spelers uit de succesvolle jaren negentig gaan deel uitmaken van het nieuwe kader. De nacompetitie wordt weer eens gehaald, maar buurman VV Klein Dochteren promoveert ten koste van SVBV. Ook de daaropvolgende seizoenen verlopen stroef. SVBV eindigt in de seizoenen 2008/09 en 2009/10 respectievelijk op de 8e en 10e plek.
In het seizoen 2010/11 wordt een goede klassering in de eindstand behaald, met als gevolg het spelen van nacompetitie. In de eerste ronde van de nacompetitie wordt Eendracht Arnhem verslagen: na de 5-0-overwinning in Barchem, blijft het 1-1 in Arnhem. Op 5 juni 2011 wordt de finalewedstrijd om promotie naar de Vijfde klasse gespeeld op het veld van VV Rheden. Tegenstander is Unitas '28 uit Wamel. Op een zeer slecht veld volgt een dito wedstrijd. SVBV komt in de tweede helft nog op voorprong, maar verliest uiteindelijk met 3-1.

### 2011 - 2021
Het seizoen 2011/2012 wordt gestart met een nieuwe trainer, Tim Kollen. SVBV gaat dit seizoen als herfstkampioen de winter in. Na de winterstop wordt alleen nog puntverlies geleden in een gelijkspel tegen VV Winterswijk uit. Op 29 april 2012 wordt het eerste team kampioen in de thuiswedstrijd tegen VV Diepenheim.
Het seizoen 2013/14 kent een versterkte promotieregeling in de vijfde klasse. Dit in verband met de opwaardering van hogere klassen van 12 naar 14 ploegen. Met een vierde plaats grijpt het elftal net naast de rechtstreekse promotieplaats. Via de nacompetitie promoveert SVBV voor het eerst in haar bestaan alsnog naar de vierde klasse.
Het team verblijft 2 seizoenen in deze 4e klasse. Met een wat verzwakt team lukte het niet te handhaven in de 4e klasse. SVBV degradeerde weer naar de kelder van het amateurvoetbal.
Per ingang van het seizoen 2015/2016 wordt de Zelhemse Ron Wassink aangetrokken als hoofdtrainer. SVBV beleeft in het eerste jaar in de 5e klasse een vrij roemloos seizoen en eindigde op de 11e plaats. Wel worden er in totaal 25 punten behaald, 12 punten meer dan de nummer 12 VV Lochuizen en maar 1 minder dan de nummer 9 GSV. 
Het seizoen 2016/2017 wist SVBV, nog steeds onder leiding van Ron Wassink, meer wedstrijden winnend af te sluiten en eindigde op een 4e plaats. Dit leverde SVBV een periodetitel op en daarmee mocht de Barchemse club een poging doen om te promoveren naar de beoogde 4e klasse. In de promotiewedstrijd wachtte EDS uit Ellecom. SVBV mocht thuis beginnen aan haar poging tot promotie naar de 4e klasse en met een ontketende Wietse Knoef werd er 5-0 gewonnen. Knoef maakte alle 5 de doelpunten. Een week later werd de terugwedstrijd gespeeld in Ellecom. In een dramatische wedstrijd keek SVBV na 90 minuten tegen een 4-0 achterstand aan. Toch wist Cas Platerink diep in blessuretijd de 4-1 tegen de touwen te jagen. SVBV promoveerde voor de tweede keer in in haar bestaan naar de 4e klasse. 
Het seizoen 2017/2018 werd de 4e klasse ingegaan met een nieuwe hoofdtrainer Toon Hillebrand. Het seizoen begon triomfantelijk met een 1e plaats in de bekerpoule, vooral de 6-2 winst tegen grote buurman SP Lochem sprong uit het oog. De competitie begon minder succesvol, in de winterstop had SVBV nog maar 3 punten behaald. Toch wist de ploeg in de tweede seizoenshelft meer punten binnen te halen. In mei werd er zelfs 3 keer achter elkaar gewonnen met een 5-0, 4-0 en 1-0 zege tegen Erix, SVGG en KSV. SVBV wist te ontsnappen aan een plek die leidde tot rechtstreekse degradatie en verdiende een laatste kans op handhaving in de nacompetitie. De eerste ronde werd gespeeld tegen 5e klasser SP Neede en werd thuis met 2-1 gewonnen. De beslissingswedstrijd mocht SVBV het wederom thuis opnemen tegen KSV. SVBV keek al snel tegen een 0-1 achterstand aan, toch wist de ploeg dit om te buigen tot een 2-1 voorsprong. In de tweede helft werd de voorsprong echter weer weggegeven en liep in blessuretijd zelfs tegen de beslissende 2-3 aan. KSV handhaafde zich in de 4e klasse en SVBV degradeerde wederom naar de 5e klasse. 
Het seizoen 2019/2019 werd in de 5e klasse begonnen met een deels uitgeklede selectie, 4 basisspelers van voorgaande seizoenen vertrokken bij de Barchemse ploeg. Na 3 competitiewedstrijden werd trainer Toon Hillebrand aan de kant gezet en assistent Mike Lemmers nam het van hem over. SVBV eindigde uiteindelijk met 17 punten op de 11e, voorlaatste plaats. 
Seizoen 2019/2020 begon SVBV wederom met Mike Lemmers voor de ploeg. Door de intredende COVID-19-pandemie in maart 20120 werd de competitie stopgezet. SVBV eindigde uiteindelijk met 12 punten uit 10 gespeelde wedstrijden op een 10e plek. 
Het seizoen 2020/2021 werd begonnen met goede hoop. 3 spelers die SVBV in het verleden verlieten voor grotere clubs in de buurt keerden terug op het oude nest. Van de eerste 4 competitiewedstrijden wist SVBV er 2 te winnen, 1 gelijk te spelen, en 1 te verliezen. SVBV vestigde zich hiermee op de 2e plek. Echter werd wederom door de COVID-19-pandemie de competitie niet verder uitgespeeld. 

### 2021 - Heden
Voor het seizoen 2021/2022 werd besloten om een nieuwe trainer aan te trekken. Frank Bruins kreeg de opdracht om van SVBV weer een 4e klasser te maken. Het seizoen begon in een lastige bekerpoule waarin zij gekoppeld werden aan vierdeklassers VIOS Beltrum, HMC'17 en derde klasser SP Lochem. Vooral de wedstrijd tegen grote buurman Lochem werd druk bezocht door supporters van beide partijen. De wedstrijd werd echter met 1-6 verloren en SVBV wist alleen tegen vierde klasser HMC'17 een punt te halen in een 2-2 gelijkspel. De eerste competitiehelft begon teleurstellend met 2 verliespartijen tegen Erix en DEO. De vervroegde winterstop werd door deze resultaten in gegaan met een 9e plaats op de ranglijst. Na de winterstop werden er nog 15 punten behaald waardoor ploeg uit Barchem het seizoen afsloot met een 8e plaats.  
Jorn Ottenschot werd aangesteld om het seizoen 2022/2023 te leiden. Seizoen 2022/2023 werd SVBV in de beker gekoppeld aan MEC, UDI Enschede en EVV Phenix.Onder de nieuwe hoofdtrainer was de ploeg nog erg zoekende. Alle drie de wedstrijden gingen verloren en de ploeg uit Barchem behaalde geen enkel punt. De competitie werd begonnen tegen Bredevoort en deze wedstrijd werd uit met 2-1 verloren. Na deze valse start begon de machine echter te lopen en werden er in de volgende 10 wedstrijden maar liefst 24 punten te halen. Vanaf november tot en met maart wisten ze maar liefst 11 wedstrijden achter elkaar te winnen. Uit tegen HMC'17 eind april liep de Barchemse ploeg weer eens tegen een nederlaag aan tegen de directe concurrent. Uiteindelijk bleef SVBV in het seizoen 2022/2023 tot de laatste speeldag meedoen om de titel in de Vijfde Klasse B, maar ging ZZC uiteindelijk met de titel aan de haal. Doordat de Barchemers op de derde plek eindigde mochten zij het in Vragender opnemen tegen KSV in de nacompetitie. Na 120 minuten voetballen stond er uiteindelijk een 1-1 tussenstand op het scorebord waarna de beslissing volgde via penalty's. KSV wist de penalty's beter te nemen en mocht door naar de volgende ronde, voor SVBV zat het seizoen er op.  
Seizoen 2023/2024 werd wederom met Jorn Ottenschot aan het roer in gegaan. In de beker namen ze het op tegen Buurse, FC Eibergen en VV Ruurlo waarbij alle wedstrijden werden verloren. Doordat er meerdere degradanten vanuit de Vierde Klasse in de Vijfde Klasse B werden geplaatst was het niveau in de competitie hoog. Uiteindelijk streed SVBV tot de laatste dag mee om een periodetitel om het op te nemen in de nacompetitie. Meddo, dat thuis wel overtuigend werd verslagen met 4-2, wist uiteindelijk één punt meer te behalen en ging er met de periodetitel van door. SVBV eindigde zo op vijfde plek.  

## Beslissingswedstrijden SVBV
Uit het historisch overzicht van de gespeelde beslissingswedstrijden blijkt dat SVBV tot voor kort hierin niet bijster succesvol is. Veelal werd verloren, maar in 2017 werd weer eens gewonnen.
- 1992: verlies VV Activia, (2-3 Promotiewedstrijd voor plek in 1e klasse GVB)
- 1995: winst SV CUPA (4-1 Promotiewedstrijd voor plek in 1e klasse GVB)
- 1996: verlies DSC (1-3 Kampioenswedstrijd 1e klasse GVB)
- 1997: verlies DVV IJsselstreek (3-5 Degradatiewedstrijd voor behoud plek 5e klasse KNVB)
- 1999: verlies GFC (0-4 nacompetitie voor plek 4e klasse KNVB)
- 2008: verlies VV Klein Dochteren (0-2 nacompetitie voor plek 5e klasse KNVB)
- 2011: verlies Unitas '28 (1-3 Promotiewedstrijd voor plek 5e klasse KNVB)
- 2013: winst Zenderen Vooruit (2-0 uit, 1-1 thuis; Promotiewedstrijd voor plek 4e klasse KNVB)
- 2017: winst EDS (5-0 thuis, 1-4 uit; Promotiewedstrijd voor plek 4e klasse KNVB)
- 2018: verlies KSV Vragender (2-3 thuis; Degradatiewedstrijd voor behoud plek 4e klasse KNVB)

## Competitieresultaten 1993–2020
| 3 2B |

| 11 2B |

| 4 2B |

|  |

| 11 5G |

| 1 6D |

| 2 5B |

| 8 5B |

| 5 5B |

| 6 5B |

| 11 5B |

| 6 6E |

| 9 6D |

| 2 6D |

| 4 6D |

| 4 6C |

| 8 6C |

| 10 6C |

| 3 6B |

| 1 6B |

| 4 5B |

| 9 4C |

| 13 4C |

| 11 5C |

| 4 5D |

| 12 4C |

| - 5B |

| Vierde klasse | Vijfde klasse | Zesde klasse | Tweede klasse Geld. VB |

In elke staaf van de grafiek staat van boven naar beneden vermeld: 
- Eindnotering

Dit is de positie die de club heeft bereikt in de competitie, zonder eventuele beslissings-, play-off- of nacompetitiewedstrijden die nodig zijn geweest om bijvoorbeeld de kampioen van de competitie te bepalen.
Indien een * achter het getal staat is de notering een tussenstand en kan het zijn dat de notering niet overeenkomt met de uiteindelijke eindstand van de competitie.
Staat er een - dan is het seizoen nog bezig en is er geen definitieve uitslag bekend.
Staat er xx op de positie van de notering, dan heeft de club vroegtijdig de competitie verlaten. Dit kan onder andere komen door terugtrekking van het team, faillissement van de club of door een uitgedeelde straf van de KNVB. In veel gevallen staat elders in het artikel de reden vermeld.
Staat er een ? dan is het resultaat uit het verleden onbekend, en is alleen de competitie of het niveau bekend van dat seizoen.
In de seizoenen 2019/20 en 2020/21 werd wegens de coronacrisis het amateurvoetbal afgebroken. Daardoor kennen deze staven geen eindklassering (middels -- weergegeven).
- Competitieniveau en afdelingsletter of Officiële eindstand Eredivisie
  - Competitieniveau en afdelingsletter

Hierbij geeft het getal het niveau weer, dat ook terug te vinden is in de legenda. De letter is de afdelingsaanduiding en wordt gebruikt wanneer er meer afdelingen zijn op hetzelfde niveau. De afdelingsletter is altijd een hoofdletter en wordt meestal zonder nummer gebruikt.
Voorbeeld: 2F is niveau 2e klasse competitie F.
Het competitieniveau en nummer wordt niet vermeld wanneer er slechts één competitie van dit niveau was.
  - Officiële eindstand Eredivisie (getal staat tussen haakjes vermeld)

Sinds de introductie van play-offwedstrijden voor Europees voetbal na afloop van de reguliere competitie in 2005/06, is de KNVB verplicht een eindstand van de Eredivisie door te geven aan de UEFA aan de hand van deze play-offwedstrijden.
Bij deze eindstand staan clubs die zich hebben gekwalificeerd voor Europees voetbal hoger dan clubs die zich niet wisten te kwalificeren. Indien er geen verschil was tussen de eindnotering en de officiële eindstand, staat dit getal niet vermeld.

- Onderafdeling

Hier staat afgekort de naam van de onderafdeling indien de club in dat jaar in een onderafdeling uitkwam. Tevens staat deze afkorting in de legenda en wordt gelinkt naar het artikel over deze onderafdeling. Deze afkorting wordt alleen vermeld wanneer de club in het verleden in verschillende onderafdelingen heeft gespeeld. Deze vermelding is in de staaf altijd in kleine letters. Deze onderafdelingen zijn na het seizoen 1995/96 afgeschaft. Heeft de club in slechts één onderafdeling gespeeld, dan is dit alleen terug te vinden in de legenda.
Onder de staaf staat het jaartal vermeld waarin het seizoen is afgesloten. 15 verwijst naar het seizoen 2014/15 of eventueel het seizoen 1914/15.
Wanneer een staaf leeg is, zijn deze gegevens niet bekend. Het kan ook zijn dat de club dat seizoen niet heeft meegespeeld op het hogere amateurniveau, vroegtijdig de competitie heeft verlaten of uit de competitie is gezet.

In het seizoen 1944/45 was er wegens de Tweede Wereldoorlog geen regulier competitievoetbal.